# Mesjtjanskij
Mesjtjanskij (ryska: Меща́нский) är ett distrikt i Tsentralnyj administrativnyj okrug i Moskva. Den hade 59 337 invånare år 2015.